# Haematopota bashanensis
Haematopota bashanensis är en tvåvingeart som beskrevs av Li 1991. Haematopota bashanensis ingår i släktet Haematopota och familjen bromsar. Inga underarter finns listade i Catalogue of Life.